# 6079 Gerokurat
6079 Gerokurat è un asteroide della fascia principale. Scoperto nel 1981, presenta un'orbita caratterizzata da un semiasse maggiore pari a 3,2029955 UA e da un'eccentricità di 0,0828849, inclinata di 15,16276° rispetto all'eclittica.